# Double or Nothing: The Rise and Fall of Robert Campeau
Pour les articles homonymes, voir Double or Nothing.
Pour plus de détails, voir Fiche technique et Distribution.
Double or Nothing: The Rise and Fall of Robert Campeau est un docufiction canadien de Paul Cowan avec Marcel Sabourin, Daniel Brière, et J. Winston Carroll sorti en 1992 et racontant la vie de l'homme d'affaires ontarois Robert Campeau (en).

## Fiche technique
- Réalisation et scénario : Paul Cowan
- Production : Sally Bochner, Colin Neale et Rosemarie Shapley
- Musique originale : Eric Lemoyne
- Photographie : Robert E. Collins, Zoe Dirse, Savas Kalogeras, Mike Mahoney, Kent Nason et Susan Trow
- Montage : Paul Cowan
- Producteur : Sally Bochner
- Distribution : Office national du film du Canada
- Durée : 93 minutes
- Pays :  Canada

## Distribution
- Bernard Behrens
- Daniel Brière
- J. Winston Carroll
- Peter Colvey
- Frank Fontaine
- Terry Haig
- Ron Lea
- Liz MacRae
- Walter Massey
- Gary McKeehan
- Marcel Sabourin